# Шешкі (гміна Велічкі)
Шешкі (пол. Szeszki, нім. Seesken) — село в Польщі, у гміні Велички Олецького повіту Вармінсько-Мазурського воєводства.
Населення — 132 особи (2011).

## Демографія
Демографічна структура станом на 31 березня 2011 року:
|          | Загалом | Допрацездатний вік | Працездатний вік | Постпрацездатний вік |
| -------- | ------- | ------------------ | ---------------- | -------------------- |
| Чоловіки | 70      | 14                 | 47               | 9                    |
| Жінки    | 62      | 18                 | 31               | 13                   |
| Разом    | 132     | 32                 | 78               | 22                   |